# Kerekorio Manu Rangi
Kerekorio Manu Rangi, aussi connu sous le nom Manuraŋi Rokoroko He Tau avant de recevoir son nom de baptême Grégoire (Kerekorio), né vers 1853 et mort en octobre 1867, est le dernier ariki-mau, un roi descendant de la lignée royale polynésienne. Il meurt sans héritier.

## Biographie
Fils probable de Te Pito et arrière-petit fils de Ngaara,, Manuraŋi est parfois confondu dans la généalogie officielle avec son prédécesseur Ko Kai Makoi kidnappé en 1862 avec son fils. Il est baptisé sur l'Île de Pâques sous le nom de Grégoire (Kerekorio). On le connait également sous le nom de Rokoroko He Tau. Hippolyte Roussel le surnomme « petit chef ». L'enjeu de la conversion du dernier roi par le père Roussel est de convaincre les autres chefs d'en faire de même. Les ariki avaient perdu de nombreux privilèges face à la montée en puissance des chefs de guerre, les tangata manu, cependant le jeune ariki perçoit encore des offrandes et du respect de la part des différents chefs. Il est décrit par les missionnaires contemporains comme un garçon intelligent.

En tant qu'ariki-mau, il appartient à une lignée dont le caractère sacré force quiconque à se présenter à lui comme un sujet et à se soumettre à des interdits. Ce caractère sacré s'illustre lors de la rencontre du père Roussel avec Kerekorio Manu Rangi :
« Leurs têtes étaient tapu (sacrées). Ils étaient obligés de laisser pousser leurs cheveux sans jamais permettre que la mata (pierre de coupe) les traverse. Je me souviens bien que lorsque je suis arrivé sur l'île de Pâques, le jeune Gregorio m'a été présenté comme étant le seul véritable chef ; c'était aussi celui qui portait les cheveux longs. Quand, pour des raisons de propreté, j'ai demandé à l'un des Mangaréviens qui m'accompagnait de lui couper les cheveux, l'enfant s'y est fermement opposé et n'a cédé que par la force ou par la peur. La colère était si générale que le coiffeur a failli être lapidé ».
Le pouvoir sacré de l'ariki-mau lui vaut de recevoir régulièrement des offrandes. Les meilleurs fruits produits sur l'île tout comme le thon pêché lui sont présentés comme en témoigne le père Roussel. Il est en effet considéré comme un descendant des dieux et des ancêtres de par sa lignée royale.
Il meurt en 1866 à l'âge de 12 ans,, mais selon le contemporain Roussel ce serait plutôt en octobre 1867 à l'âge de 13 ou 14 ans. Cette date coïncide avec l'installation de Jean-Baptiste Dutrou-Bornier qui, après la mort du dernier ariki, se déclare nouveau roi de l'île de Pâques. Il meurt sans héritier et marque la fin des dynasties héréditaires des ariki mau. Les rois ultérieurs n'auront pas les mêmes privilèges ni le même pouvoir sur les Rapa Nui que la dynastie de laquelle Kerekorio Manu Rangi descend. Son court règne est marqué par une chute démographique résultant d'une épidémie de tuberculose, ainsi que la fin des pratiques culturelles et religieuses majeures tel que le dernier rituel de tangata manu,.